# Randuharjo
Randuharjo is een bestuurslaag in het regentschap Mojokerto van de provincie Oost-Java, Indonesië. Randuharjo telt 3429 inwoners (volkstelling 2010).